# آندریا کورباری
آندریا کورباری (انگلیسی: Andrea Corbari؛ زادهٔ ۲۶ آوریل ۱۹۹۴) بازیکن فوتبال اهل ایتالیا است.